# حكم الشيوخ

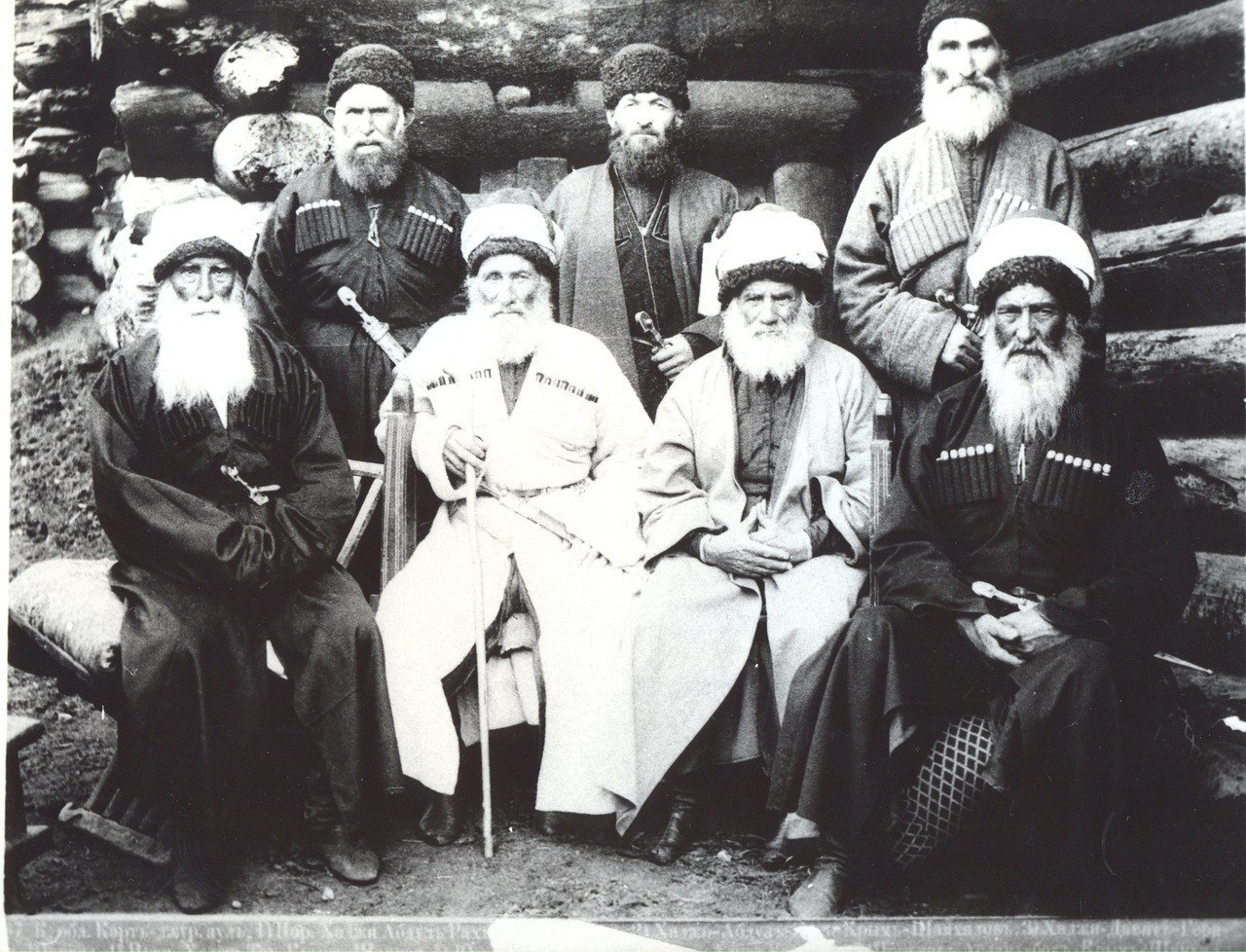

حكم الشيوخ أو حكومة الشيوخ أو الغيرونتوقراطية هي شكل من أشكال حكم الأقلية التي يخضع فيها كيان ما لحكم قادة هم أكبر عمرًا بكثير من معظم السكان البالغين. كان الإغريق القدماء من أوائل من آمن بفكرة حكم الشيوخ. كقول أفلاطون الشهير «إن على الرجل الأكبر سنًا أن يحكم وعلى الأصغر سنًا أن يخضع».  لكن هذه المعتقدات ليست خاصة بقدماء الإغريق، إذ ما تزال هناك العديد من الثقافات التي تشارك طريقة التفكير هذه. غالبًا ما تتكون هذه الهياكل السياسية نتيجة تراكم السلطة السياسية داخل الطبقة الحاكمة مع تقدم العمر، ما يجعل من الأكبر سنًا أصحابًا للسلطة. قد لا يشغل أولئك الذين يملكون السلطة الكبرى مناصب قيادية رسمية، ولكنهم غالبًا ما يهيمنون على أصحاب المناصب. في تعريف مبسط، فإن حكم الشيوخ هي مجتمع تكون فيه القيادة مخصصة لكبار السن. يمكن أن نجد أفضل مثال على ذلك في مدينة أسبرطة في اليونان القديمة، إذ كان يحكم المدينة مجلس يسمى جيروسيا. كان جيروسيا مجلسًا يتألف من أعضاء يبلغون من العمر 60 عامًا على الأقل ويشغلون مناصبهم هذه مدى الحياة.

## في النظم السياسية المختلفة
في زمن الثمانية الخالدين (الثمانية الكبار) الذين حكموا الحزب الشيوعي الصيني، كان من الشائع استخدام العبارة الساخرة التالية: «يدعو أصحاب الثمانين عامًا أصحاب السبعين عامًا ليحددوا أيًا من أصحاب الستين عامًا يجب أن يتقاعد». على سبيل المثال، كان رئيس الحزب ماو تسي تونغ يبلغ من العمر 82 عامًا عندما توفي، في حين احتفظ دينغ شياو بينغ بتأثير قوي حتى بلغ 90 عامًا تقريبًا.

### في الاتحاد السوفيتي
في الاتحاد السوفيتي، ازداد رسوخ حكم الشيوخ ابتداءً من سبعينيات القرن العشرين، وحتى مارس 1985 على الأقل، عندما تولت السلطة قيادةٌ طموحة أصغر عمرًا وأكثر حيوية بقيادة ميخائيل غورباتشوف. توفي ليونيد بريجنيف، ممثلها الأول،  في عام 1982 عن عمر يناهز 75 عامًا، لكنه كان قد أُصيب بنوبة قلبية في عام 1975، بدأت بعدها إصابته بتصلب الشرايين المعمم، فأصبح عاجزًا بشكل تدريجي وعانى من صعوبة في التحدث. خلال عاميه الأخيرين كان مجرد رئيس شكلي.
في عام 1980، كان المتوسط العمري لأعضاء المكتب السياسي للحزب الشيوعي في الاتحاد السوفيتي 70 عامًا (بينما كان 55 عامًا في 1952 و61 عامًا في 1964)، وبحلول عام 1982، كانت تتراوح أعمار وزير خارجية بريجنيف «أندري غروميكو» ووزير دفاعه «دميتري أوستينوف» ورئيس وزرائه «نيكولاي تيخونوف» بين منتصف السبعينات وأواخرها. كان يوري أندروبوف، خليفة بريجنيف البالغ من العمر 68 عامًا، مريضًا للغاية بمرض كلوي عندما تولى منصبه، وعند وفاته بعد خمسة عشر شهرًا، خلفه قسطنطين تشيرنينكو، الذي كان عمره 72عامًا، والذي استمر ثلاثة عشر شهرًا قبل وفاته وحلول غورباتشوف محله. أصبح تشيرنينكو ثالث زعيم سوفيتي يموت في أقل من ثلاث سنوات، وعند وصول خبر وفاته في منتصف الليل للرئيس الأمريكي رونالد ريغان، الذي كان أكبر من تشيرنينكو بسبعة أشهر وأكبر بما يزيد عن ثلاث سنوات بقليل من سلفه أندروبوف، يُقال إن ريغان استجاب للخبر بقوله «كيف يفترض بي أن أصل إلى أي مكان مع الروس إذا ظلوا يموتون واحدًا تلو الآخر؟».

### في الدول الشيوعية الأخرى
شملت الدول الشيوعية الأخرى التي كان قادتها في السبعينات والثمانينات من أعمارهم؛ ألبانيا (كان السكرتير الأول أنور خوجة يبلغ 76 عامًا عند وفاته)، وبلغاريا (كان الأمين العام تودور جيفكوف يبلغ من العمر 78عامًا عند استقالته)، وتشيكوسلوفاكيا (كان الرئيس غوستاف هوساك يبلغ 76 عامًا عند استقالته)، والصين (كان عمر الرئيس ماو تسي تونغ 82 عامًا عند وفاته)، وألمانيا الشرقية (كان الأمين العام ورئيس الدولة إريش هونيكر يبلغ 77 عامًا عندما أُجبر على الاستقالة)، والمجر (كان عمر الأمين العام يانوش كادار 75 عامًا عندما أُجبر على الاستقالة)، ولاوس (كان عمر الرئيس نوهاك عقيلته 83 عامًا عندما تقاعد)، وكوريا الشمالية (كان القائد الأعلى كم إل سونغ يبلغ 82 عامًا عند وفاته)، ورومانيا (كان عمر الأمين العام والقائد نيكولاي تشاوتشيسكو 71 عامًا عندما قُتل)، وفيتنام (كان عمر الرئيس ترونج شينه 80 عامًا عندما تقاعد)، ويوغوسلافيا (كان عمر الرئيس والمارشال جوزيف بروز تيتو 87 عامًا عند وفاته). على الصعيد دون الوطني، كان رئيس حزب جورجيا فازيل مجفانادزي في السبعين من عمره عندما أُجبر على الاستقالة، وكان نظيره الليتواني أنتاناس سنيكوس يبلغ من العمر 71 عامًا عند وفاته. في الوقت الحاضر، وُصفت كوبا بأنها ذات حكم شيوخ: «على الرغم من أن السكان هم الآن بشكل رئيسي من السود أو الخلاسيين وأصحاب أعمار صغيرة، فإن حكامها يشكلون بشكل رئيس حكومة شيوخ بيضاء».

### الثيوقراطية
حكم الشيوخ شائعة في الدول والمنظمات الدينية مثل إيران، والمملكة العربية السعودية، والفاتيكان، وكنيسة يسوع المسيح لقديسي الأيام الأخيرة، إذ تتركز القيادة فيها في أيدي كبار السن المتدينين. في إيران، وعلى الرغم من العمر الكبير لكبار القادة الدينيين، يجب أن يكون المرشحون البرلمانيون أصغر من 75 عامًا. حُكمت المملكة العربية السعودية، التي تُعتبر ملكيّة ثيوقراطية بالاسم، من قبل حكم الشيوخ، وقد شُبّهت السعودية كثيرًا للعديد من الدول الشيوعية الأخيرة. حكم البلاد الملك سعود المسنّ مع أقاربه المسنين إلى جانب العديد من رجال الدين المسنّين. كانوا في الثمانينات من عمرهم (ولدوا نحو عام 1930). ولكن، تركزت السلطة في الآونة الأخيرة لدى محمد بن سلمان – البالغ من العمر 31 عامًا عندما عيّنه الملك وليًا للعهد السعودي (وشغل «منصبه» في 21 يونيو 2017) – وقد همّش محمد بن سلمان كبار السن من أعضاء العائلة السعودية الأقوياء.